# Danske Baptisters Spejderkorps
Danske Baptisters Spejderkorps (DBS) blev stiftet i 1930. I dag er der ca. 750 medlemmer (2023), fordelt på ca. 25 lokale kredse. Alle kredsene er tilknyttet Baptistkirken i Danmark.
DBS er et spejderkorps for børn og unge af begge køn og er således medlem af såvel drengespejdernes som pigespejdernes verdensorganisationer. Drengene er organiseret i verdensorganisationen WOSM, pigerne i verdensorganisationen WAGGGS.

## Ekstern henvisning
- Danske Baptisters Spejderkorps